# Моргуліс Наум Давидович
Нау́м Дави́дович Моргу́ліс (14 травня 1904, Летичів — 1 вересня 1976, Київ) — український фізик радянських часів, 1934 — професор, 1937 — доктор наук, 1939 — член-кореспондент АН УРСР.

## Життєпис
1926 року закінчив Київський інститут народної освіти.
Більше 30 років віддав праці в Інституті фізики НАН України — з 1932 по 1976 рік.
В 1932—1937 роках керував спеціалізацією «електрофізика», в 1932—1941 та 1944—1952 роках завідує створеною його зусиллями кафедрою електрофізики, з 1952 по 1976 — кафедрою фізичної електроніки.
1934 року розробив одну з перших теорій поверхневої іонізації.
В роки війни перебував в евакуації, місто Уфа, разом з колективом АН України. Протягом 1941—1943 років за сумісництвом завідував кафедрою Уфимського медичного інституту. У 1943—1944 роках завідував кафедрою в Московському електротехнічному інституті інженерів транспорту.
Вибудував теорію автоелектронної емісії з напівпровідників та 1947 року спільно з П. М. Марчуком відкрив термоемісійний метод перетворення енергії.
В 1927—1961 роках одночасно працював в Інституті фізики АН УРСР — аспірантом, науковим співробітником, керівником групи, завідувачем відділу.
Є автором праць з питань фізики високого та надвисокого вакууму, щодо емісійної електроніки та фізики плазми.
Обґрунтовував напівпровідникові властивості ефективних електронних емітерів, займався вивченням електронних та адсорбційних властивостей металоплівкових емітерів, проводив дослідження щодо створення термоемісійного (плазмового) методу прямого перетворення теплової енергії на електричну.
В ході досліджень відкрив явище фоторезонансної плазми — разом з учнями Ю. П. Корчовим та А. М. Пржонським.
Був засновником та керівником Київської наукової школи фізичної електроніки.
Займався педагогічною діяльністю, серед його учнів — шість академіків та членів-кореспондентів АН України, 4 завідувачі кафедр на радіофізичному факультеті, доктори наук, професори, лауреати Державних премій СРСР та України.
Вийшло друком більше ніж 200 його наукових праць, у тому числі монографія «Термоелектронний (плазмовий) перетворювач енергії» — 1961.
Похований на Байковому кладовищі.
Його ім'ям названо засновану 2007 року премію НАН України, яку присуджують за видатні наукові роботи в галузі фізики поверхні та фізичної і наноелектроніки.